# Metoda Feldenkrais
Metoda Feldenkrais este un tip de fizioterapie prin exerciții, conceput la mijlocul secolului al XX-lea de inginerul și fizicianul israelian Moshé Feldenkrais⁠(d) (1904–1984). Susținătorii acestei metode pretind că ea reorganizează conexiunile dintre creier și restul corpului și astfel îmbunătățește mișcarea corporală și starea psihică.
Deși nu există dovezi medicale că metoda Feldenkrais ar îmbunătăți starea sănătății sau că ar fi o variantă de tratament rentabilă din punct de vedere al costurilor, cercetătorii nu cred totuși că ea prezintă riscuri grave pentru sănătate.

## Descriere

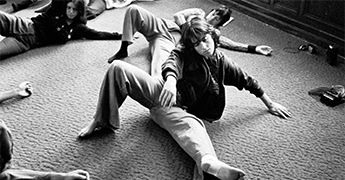
Elevii programului de formare a practicienilor metodei Feldenkrais din San Francisco fac un exercițiu de conștientizare prin mișcare (1978)

Metoda Feldenkrais este un tip de terapie alternativă prin exerciții care, potrivit susținătorilor ei, poate repara conexiunile deteriorate dintre cortexul motor⁠(d) și restul corpului, îmbunătățind astfel calitatea mișcării corpului și bunăstarea generală⁠(d). Feldenkrais Guild of North America („Breasla Feldrenkrais din America de Nord”) susține că metoda Feldenkrais permite oamenilor să-și „redescopere capacitatea înnăscută de mișcare grațioasă și eficientă” și că „aceste îmbunătățiri se vor generaliza adesea pentru a îmbunătăți funcționarea altor aspecte ale vieții”. Susținătorii ei pretind că metoda Feldenkrais poate aduce beneficii persoanelor care suferă de o serie de afecțiuni medicale, inclusiv copiilor cu autism și persoanelor cu scleroză multiplă. Cu toate acestea, nu există dovezi medicale care să susțină aceste afirmații, nefiind prezentate studii în care participanții au fost identificați în mod clar ca având o tulburare de spectru autist sau deficiențe de dezvoltare.
Lecțiile Feldenkrais au două tipuri, una ghidată verbal și practicată în grupuri, numit „conștientizare prin mișcare” (Awareness Through Movement) și alta activă și practicată individual numită „integrare funcțională” (Functional Integration).

## Eficacitate și recepție
În 2015, Departamentul de Sănătate al Guvernului Australiei⁠(d) a publicat rezultatele unei analize a 17 terapii naturale prin care a încercat să determine care dintre ele ar putea fi acoperite de asigurările de sănătate; metoda Feldenkrais a fost una dintre cele 16 terapii evaluate pentru care nu au fost găsite dovezi clare de eficacitate. În consecință, în 2017, guvernul Australiei a identificat metoda Feldenkrais ca o terapie care nu s-ar califica pentru acoperirea costurilor ei prin asigurările de sănătate, afirmând că această decizie „ar garanta ca fondurile contribuabililor să fie cheltuite în mod corespunzător și să nu fie direcționate către terapii lipsite de dovezi”.
Metoda Feldenkrais este promovată prin afirmații anecdotice că ar putea ajuta copiii cu autism și alte deficiențe de dezvoltare, dar aceste afirmații nu sunt susținute de dovezi demne de încredere.
Există puține dovezi că utilizarea metodei Feldenkrais la locul de muncă ar putea ajuta la restabilirea sănătății persoanelor cu probleme ale membrelor superioare.
Chirurgul și comunicatorul științific David Gorski⁠(d) a scris că metoda Feldenkrais are asemănări cu vindecarea prin credință, că este o „yoga glorificată” și că „se află la limita șarlataniei⁠(d)”. Organizația americană de combatere a înșelătoriilor medicale Quackwatch⁠(d) plasează metoda Feldenkrais pe lista sa de „metode nenaturaliste”.

## Istoric
Inginerul și fizicianul israelian Moshé Feldenkrais⁠(d) a predat continuu în orașul său natal, Tel Aviv, din anii 1950 până în anul 1984, când a murit, și a devenit cunoscut în principal ca urmare a relatărilor din mass-media despre activitatea pe care a desfășurat-o cu persoane proeminente, inclusiv cu prim-ministrul israelian David Ben-Gurion. Începând de la sfârșitul anilor 1950, Feldenkrais a călătorit adesea pentru a preda în Europa și Statele Unite ale Americii. Câteva sute de oameni au devenit astfel practicieni certificați ai metodei Feldenkrais în urma absolvirii unor cursuri pe care el le-a susținut la San Francisco din 1975 până în 1978 și la Amherst, Massachusetts între 1980 și 1984.

## Influențe
Biograful David Kaetz susține în lucrarea Making Connections: Roots and Resonance in the Life of Moshe Feldenkrais (2007) că pot fi găsite multe linii de influență între educația iudaică a lui Feldenkrais și metoda Feldenkrais – ca, de exemplu, utilizarea paradoxului ca instrument pedagogic. Mark Reese, un alt biograf, afirmă că profesorul Feldenkrais punea accent pe aspectele practice ale cercetării științifice pentru înțelegerea efectelor metodei sale:
Feldenkrais a criticat folosirea termenului „energie” pentru a exprima fenomene incomensurabile sau pentru a defini experiențe pe care oamenii aveau dificultăți să le descrie... Devenea nervos atunci când cineva invoca energia în „explicațiile” pseudoștiințifice care mascau o lipsă de înțelegere. În astfel de cazuri, îndemna la scepticism și la discurs științific. El încuraja descrierile empirice și fenomenologice care puteau conduce la înțelegere.
Cibernetica, cunoscută și sub numele de teoria sistemelor dinamice, a continuat să influențeze metoda Feldenkrais în cursul anilor 1990 prin activitatea cercetătoarei specializate în dezvoltarea umană Esther Thelen⁠(d).:1535